# Tubuli seminiferi recti
Os tubuli seminiferi recti (também conhecidos como tubuli recti, tubulus rectus ou túbulos seminíferos retos) são estruturas no testículo que ligam a região contorcida dos túbulos seminíferos ao rete testis, embora os tubuli recti tenham uma aparência diferente, distinguindo-os destes, duas estruturas.
Eles entram no tecido fibroso do mediastino e passam para cima e para trás, formando, em sua ascensão, uma estreita rede de tubos anastomosados que são meros canais no estroma fibroso, revestidos por epitélio achatado, e não tendo paredes próprias; isso constitui o rete testis. Apenas as células de Sertoli revestem as extremidades terminais dos túbulos seminíferos (tubuli recti).